# Kronan
Kronan este o arie protejată (arie specială de conservare — SAC, sit de importanță comunitară — SCI) din Suedia întinsă pe o suprafață de 9,1 ha, integral pe uscat.

## Localizare
Centrul sitului Kronan este situat la coordonatele 56°36′37″N 14°09′18″E / 56.6104°N 14.1551°E.

## Înființare
Situl Kronan a fost declarat sit de importanță comunitară în ianuarie 1997 pentru a proteja 1 specie de plante. Situl a fost protejat și ca arie specială de conservare în martie 2011.

## Biodiversitate
Situată în ecoregiunea boreală, aria protejată conține 2 habitate naturale: Păduri de stejar sau de stejar și carpen sub-atlantice și medio-europene de Carpinion betuli, Păduri caducifoliate bătrâne naturale hemiboreale fino-scandinave (Quercus, Tilia, Acer, Fraxinus sau Ulmus) bogate în specii epifite.
La baza desemnării sitului se află o specie protejată de  plante: Dichelyma capillaceum.